# کامنیتسا (گورنگی میلانوواتس)
کامنیتسا (به صربی: Kamenica) یک منطقهٔ مسکونی در صربستان است که در گورنیی میلانوواس واقع شده‌است. کامنیتسا ۳۷ نفر جمعیت دارد.